# Mousa Abu-Jazar
Mousa Abu-Jazar (25 de agosto de 1987) é um futebolista profissional palestino que atua como defensor.

## Carreira
Mousa Abu-Jazar representou a Seleção Palestina de Futebol na Copa da Ásia de 2015.